# Acacia pseudo-intsia
Acacia pseudo-intsia är en ärtväxtart som beskrevs av Friedrich Anton Wilhelm Miquel. Acacia pseudo-intsia ingår i släktet akacior, och familjen ärtväxter. Inga underarter finns listade i Catalogue of Life.